# Liste der Wiener Gemeindebauten/Alsergrund
Diese Liste zählt die Gemeindebauten im 9. Wiener Gemeindebezirk Alsergrund auf.
Es werden nur solche Objekte angeführt, die seit Beginn des sozialen Wohnbaus errichtet wurden. Ältere Häuser, die im Besitz der Stadt Wien sind und in denen ebenfalls Gemeindewohnungen vergeben werden, fehlen daher.

## Gemeindebauten
| Name / ID                                               | Foto |                 | Adresse                              | Baujahr   | Architekt(en)                               | Kunstobjekte | Wohnungen | Anmerkungen |
| ------------------------------------------------------- | ---- | --------------- | ------------------------------------ | --------- | ------------------------------------------- | --- | --------- | --- |
| 697                                                     | 1    | Datei hochladen | Althanstraße 11–13 Standort          | 1956–1958 | Ludwig Schmid                               | | 56        | Identadresse Badgasse 4–6                                                                                         |
| 698                                                     | 1    | Datei hochladen | Althanstraße 27 Standort             | 1957–1959 | Franz Kahrer                                | | 17        | |
| 703                                                     | 1    | Datei hochladen | Althanstraße 29–31 Standort          | 1960–1961 | Erika Hotzy-Peters                          | | 27        | |
| Friedl-Dicker-Brandeis-Hof 699                          | 1    | Datei hochladen | Althanstraße 33 Standort             | 1957–1959 | Franz Kahrer                                | | 17        | Benannt nach Friedl Dicker-Brandeis                                                                               |
| Karl-Schönherr-Hof 115 HERIS-ID: 14818 Objekt-ID: 11056 | 1    | Datei hochladen | Badgasse 1–7 Standort                | 1950–1952 | Karl Ehn                                    | Portraitbronzebüste Karl Schönherrs von Mario Petrucci an der Fassade zur Fechtnergasse (1953), Sgraffitowandbild Donauflößer – Badeszene von Heribert Potuznik an der Fassade zur Badgasse        | 120       | Denkmalschutz Benannt nach Karl Schönherr Identadresse Wiesengasse 2–12, Fechtergasse 13–17                       |
| 691                                                     | 1    | Datei hochladen | Badgasse 10 Standort                 | 1952–1953 | Lionore Regnier-Perin                       | | 26        | |
| 676 HERIS-ID: 14617 Objekt-ID: 10855                    | 1    | Datei hochladen | D’Orsaygasse 3–5 Standort            | 1927–1928 | Leo Kammel                                  | | 50        | Denkmalschutz |
| 680 HERIS-ID: 14618 Objekt-ID: 10856                    | 1    | Datei hochladen | D'Orsaygasse 6 Standort              | 1930–1931 | Wilhelm Peterle                             | | 12        | Denkmalschutz |
| 687                                                     | BW   | Datei hochladen | Galileigasse 6 Standort              | 1949–1959 | Johann Stöhr                                | Zwei Steinreliefs an der Sockelzone Galileo Galilei und Astronomische Weltkugel von Heinz Leinfellner (1950/51)                                                                                    | 28        | |
| Josef-Schober-Hof 295                                   | BW   | Datei hochladen | Grünentorgasse 7 Standort            | 1987–1989 | Helmut Franz Ohner                          | | 37        | Benannt nach dem Bezirksvorsteher von Alsergrund Josef Schober (1874–1960)                                        |
| Sigmund-Freud-Hof 111 HERIS-ID: 14760 Objekt-ID: 10998  | 1    | Datei hochladen | Gussenbauergasse 5–7 Standort        | 1924–1931 | Franz von Krauß, Josef Tölk, Ludwig Tremmel | Vier Putti von Arthur Kaan | 263       | Denkmalschutz Benannt nach Sigmund Freud Identadresse Nordbergstraße 14–18, Tepserngasse 2, Wasserburgergasse 1–3 |
| Gallhof 112 HERIS-ID: 4167 Objekt-ID: 5                 | 1 BW | Datei hochladen | Heiligenstädter Straße 4 Standort    | 1924–1925 | Alfred Chalusch, Heinrich Schopper          | Männliche Steinfigur Kraft und Fruchtbarkeit über dem Portal zur Heiligenstädter Straße, Steinplastik Spielende Kinder im Hof, beide von Leopold Hohl                                              | 138       | Denkmalschutz Benannt nach dem Widerstandskämpfer Matthias Gall (1893–1944) Identadresse Latschkagasse 3–5        |
| 678 HERIS-ID: 96513 Objekt-ID: 112019                   | 1    | Datei hochladen | Hernalser Gürtel 26 Standort         | 1929–1930 | Artur Berger, Josef Berger, Martin Ziegler  | | 47        | Denkmalschutz Identadresse Alser Straße 52                                                                        |
| 700                                                     | 1    | Datei hochladen | Höfergasse 9–11 Standort             | 1957–1959 | Walter Köhler                               | | 25        | |
| 702                                                     | 1    | Datei hochladen | Lazarettgasse 13a Standort           | 1958–1960 | Walter Köhler                               | Zwei Portalfeldmosaike: Wald von Emy Ferjanc, Leben von Karl Hauk | 20        | Identadresse Lazarettgasse 13c, Lazarettgasse 13b                                                                 |
| 717                                                     | 1    | Datei hochladen | Lazarettgasse 17 Standort            | 1993–1995 | Artur Paul Duniecki                         | | 30        | |
| Karl-Schmiedbauer-Hof 707                               | 1    | Datei hochladen | Lichtentaler Gasse 4 Standort        | 1963–1965 | Franz Plass                                 | | 22        | Identadresse Marktgasse 27                                                                                        |
| 701                                                     | 1    | Datei hochladen | Lichtentaler Gasse 11–13 Standort    | 1958–1959 | Robert Gerlach                              | | 29        | Identadresse Badgasse 15–17                                                                                       |
| 712                                                     | 1    | Datei hochladen | Lichtentaler Gasse 16–18 Standort    | 1973–1975 | Hans Steineder                              | | 46        | Identadresse Badgasse 9–11, Wiesengasse 14–16                                                                     |
| 709                                                     | 1    | Datei hochladen | Liechtensteinstraße 93 Standort      | 1964–1966 | Johann Schobermayr                          | | 22        | |
| 710                                                     | 1    | Datei hochladen | Liechtensteinstraße 101 Standort     | 1964–1966 | Johann Schobermayr                          | | 10        | |
| 696                                                     | 1    | Datei hochladen | Liechtensteinstraße 120 Standort     | 1956–1958 | Alexis Franken                              | Mosaik Kristall von Gerhard Swoboda | 10        | |
| 690                                                     | 1    | Datei hochladen | Liechtensteinstraße 131–133 Standort | 1957–1959 | Heinrich Ried                               | Wandrelief Hausmusik von Gertrude Fronius | 30        | Identadresse Rufgasse 10                                                                                          |
| 715                                                     | 1    | Datei hochladen | Liechtensteinstraße 137 Standort     | 1985–1986 | Walter Muchar                               | | 28        | Identadresse Viriotgasse 8                                                                                        |
| Wagner-Jauregg-Hof 114                                  | 1    | Datei hochladen | Lustkandlgasse 26–28 Standort        | 1927–1928 | Bernhard Pichler                            | | 114       | Benannt nach Julius Wagner-Jauregg Identadresse Schubertgasse 23, Säulengasse 18–20                               |
| Thuryhof 113 HERIS-ID: 14676 Objekt-ID: 10914           | 1    | Datei hochladen | Marktgasse 3–7 Standort              | 1925–1926 | Viktor Mittag, Karl Hauschka                | Steinbrunnen mit Fischkopf von Oskar Thiede im Hof, Terrakotta-Plastik Pflicht, Treue, Heroismus von Alfred Crepaz (1939) mit einer mehrteiligen Intervention von Maria Theresia Litschauer (2008) | 96        | Denkmalschutz Benannt nach der ehemaligen Vorstadt Thurygrund Identadresse Thurygasse 11, Salzergasse 2–4         |
| 694                                                     | 1    | Datei hochladen | Marktgasse 9–13 Standort             | 1955–1956 | Heinrich Rameder                            | Zwei Supraporten von Gertrude Fronius: Marktverkäufer und Marktverkäuferin | 23        | |
| 682                                                     | 1    | Datei hochladen | Marktgasse 15–17 Standort            | 1937–1938 | Franz Wiesmann                              | | 7         | |
| 708                                                     | 1    | Datei hochladen | Marktgasse 19 Standort               | 1963–1965 | Lionore Regnier-Perin                       | | 19        | |
| 705                                                     | 1    | Datei hochladen | Marktgasse 37–39 Standort            | 1962–1964 | Josef Horacek                               | | 32        | Identadresse Reznicekgasse 6                                                                                      |
| 675 HERIS-ID: 14678 Objekt-ID: 10916                    | 1    | Datei hochladen | Marktgasse 45 Standort               | 1926–1927 | Ernst Brandl                                | | 33        | Denkmalschutz Identadresse Reznicekgasse 5                                                                        |
| Alexander-Nehr-Hof 1746                                 | 1    | Datei hochladen | Marktgasse 62 Standort               | 1984–1985 | Armin Dolesch                               | | 53        | Benannt nach Alexander Nehr. Identadresse Althanstraße 49, Newaldgasse 10                                         |
| 677 HERIS-ID: 98180 Objekt-ID: 114071                   | 1    | Datei hochladen | Müllnergasse 20 Standort             | 1927      | Johann Würzl                                | | 22        | Denkmalschutz |
| 685                                                     | BW   | Datei hochladen | Nußdorfer Straße 13 Standort         | 1957–1958 | Richard Horner                              | | 16        | |
| 679 HERIS-ID: 14739 Objekt-ID: 10977                    | 1    | Datei hochladen | Pramergasse 30 Standort              | 1929–1930 | Karl Schmalhofer                            | | 91        | Denkmalschutz Identadresse Roßauer Lände 21                                                                       |
| 706                                                     | 1    | Datei hochladen | Pulverturmgasse 4 Standort           | 1963–1965 | Karl Janeschitz                             | Sgraffito Ornament von Ludwig Schrott | 51        | Identadresse Sobieskigasse 28–30                                                                                  |
| 686                                                     | BW   | Datei hochladen | Reznicekgasse 18–22 Standort         | 1937–1940 | Karl Ehn                                    | | 58        | Identadresse Wiesengasse 38, Badgasse 33–35                                                                       |
| 684                                                     | 1    | Datei hochladen | Rufgasse 4 Standort                  | 1937–1939 | Erich Franz Leischner                       | | 42        | Identadresse Nußgasse 3                                                                                           |
| 673 HERIS-ID: 14727 Objekt-ID: 10965                    | 1    | Datei hochladen | Rögergasse 6 Standort                | 1923–1924 | Karl Krist                                  | | 41        | Denkmalschutz |
| 683                                                     | 1    | Datei hochladen | Salzergasse 12 Standort              | 1937–1938 | Franz Wiesmann                              | Tafel oberhalb des Eingangs: Gründer des Lichtental / Johann Adam Liechtenstein 1662–1712 mit einer Reliefdarstellung des Fürsten und des von ihm gegründeten Ortes Lichtental                     | 9         | |
| 689                                                     | 1    | Datei hochladen | Salzergasse 14 Standort              | 1969–1970 | Franz Marx                                  | | 12        | |
| 688                                                     | 1    | Datei hochladen | Salzergasse 19 Standort              | 1963–1965 | Rupert Weber                                | | 12        | Identadresse Lichtentaler Gasse 2, Liechtensteinstraße 72                                                         |
| 711                                                     | 1    | Datei hochladen | Salzergasse 21 Standort              | 1963–1965 | Franz Plass                                 | | 15        | Identadresse Liechtensteinstraße 74, Lichtentaler Gasse 1                                                         |
| 713                                                     | BW   | Datei hochladen | Salzergasse 29–31 Standort           | 1976–1977 | Eduard Ebner                                | | 28        | Identadresse Liechtensteinstraße 82–84                                                                            |
| Leon-Askin-Hof 674 HERIS-ID: 14745 Objekt-ID: 10983     | 1    | Datei hochladen | Sechsschimmelgasse 19 Standort       | 1925      | Josef Jaroslav Bayer, Hartwig Fischel       | | 28        | Denkmalschutz Benannt nach Leon Askin                                                                             |
| 704                                                     | 1    | Datei hochladen | Simon-Denk-Gasse 4–6 Standort        | 1960–1961 | Heinrich Reitstätter                        | Mosaikdekoration Ornament von Maria Szeni | 32        | |
| 716                                                     | BW   | Datei hochladen | Säulengasse 18 Standort              | 1928      | Bernhard Pichler                            | | 1         | |
| 693                                                     | 1    | Datei hochladen | Thurygasse 6 Standort                | 1955–1956 | Wilhelm Foltin                              | | 11        | |
| 692                                                     | 1    | Datei hochladen | Wiesengasse 19–21 Standort           | 1954–1955 | Michael Otter                               | | 21        | Identadresse Lichtentaler Gasse 15                                                                                |
| 681                                                     | 1    | Datei hochladen | Wiesengasse 32 Standort              | 1968–1969 | Wilhelm Gehrke                              | | 40        | Identadresse Badgasse 18, Badgasse 25                                                                             |

## Ehemalige Gemeindebauten
| Name / ID | Foto |                 | Adresse               | Baujahr   | Architekt(en)   | Kunstobjekte | Wohnungen | Anmerkungen |
| --------- | ---- | --------------- | --------------------- | --------- | --------------- | ------------ | --------- | --- |
| 672       | 1    | Datei hochladen | Wasagasse 28 Standort | 1984–1986 | Hans Puchhammer |              | 16        | Neubau mit Fassade des Vorgängerhauses (1863) Identadresse Dietrichsteingasse 2 In den 2010er Jahren an die 2010 gegründete, gemeindeeigene WISEG ausgegliedert, fungiert nicht mehr als Wiener Gemeindebau. |